# Aristo di Alessandria
Aristo (... – Alessandria d'Egitto, ...) è stato un presbitero egiziano, venerato come santo dalla Chiesa cattolica.

## Agiografia e culto
Non si conosce nulla della vita di questo sacerdote di Alessandria d'Egitto, morto martire in un'epoca sconosciuta. Il suo culto tuttavia è antichissimo, poiché la sua memoria è già presente al 21 aprile nel martirologio siriaco e nel martirologio geronimiano del V secolo.
I martirologi medievali, a partire da quello di Floro di Lione, modificarono il suo nome in Aratore e lo associarono ad altri martiri, presi dal geronimiano, ossia Fortunato, Felice, Silvio e Vitale, di cui non si conosce nulla e che forse non erano nemmeno di Alessandria d'Egitto.
Questo gruppo di martiri (Aratore, Fortunato, Felice, Silvio, Vitale) passò poi nel Martirologio Romano di Cesare Baronio al 21 aprile. La riforma di questo martirologio dopo il Concilio Vaticano II ha modificato l'elogio, eliminando i santi aggiunti nel medioevo e ripristinando l'autentico nome di sant'Aristo:
(Martirologio Romano. Riformato a norma dei decreti del Concilio ecumenico Vaticano II e promulgato da papa Giovanni Paolo II, Città del Vaticano, 2004, p. 344)